# Pijl (meetkunde)

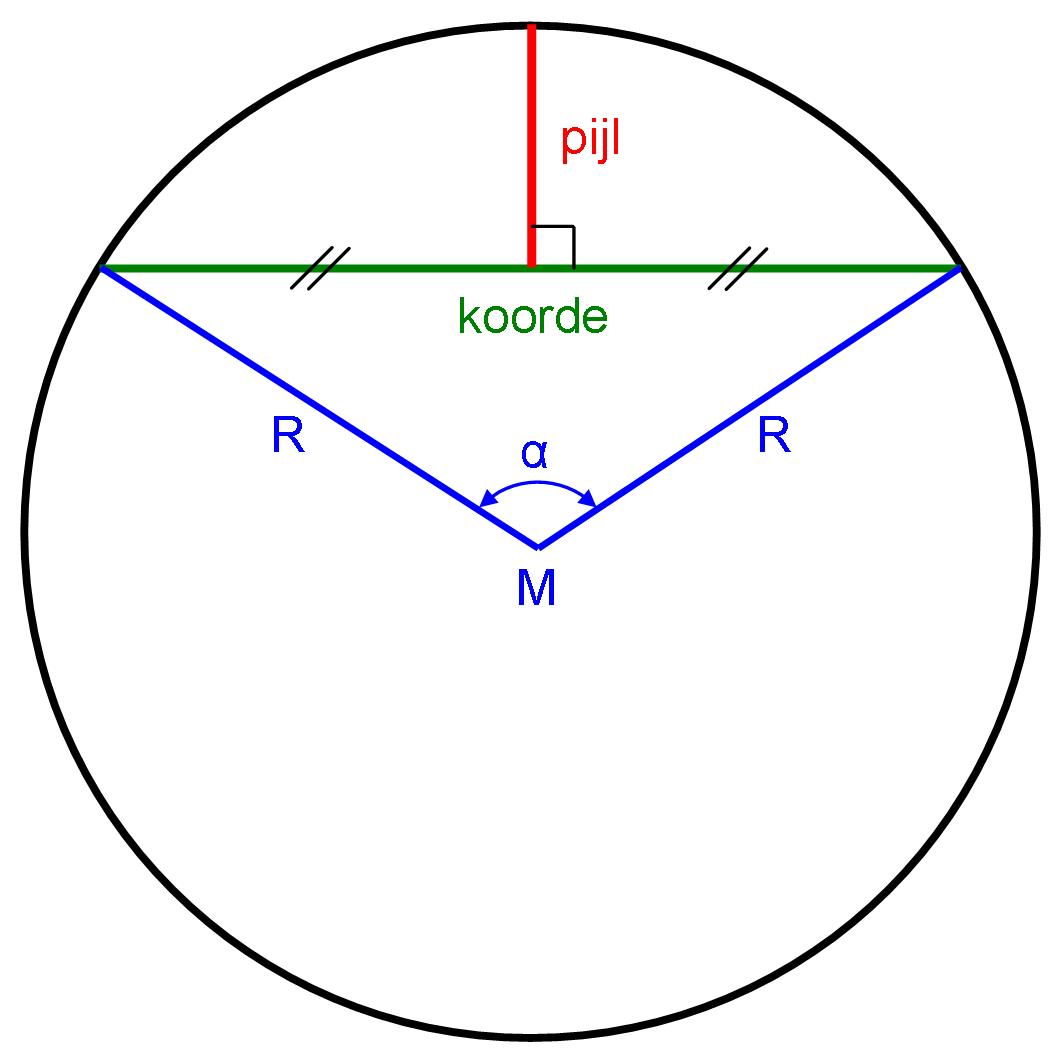
Figuur 1. De pijl van een koorde in een cirkel

In de meetkunde is de pijl het lijnstuk tussen het midden van een (cirkel)boog en het midden van de koorde op die boog. De pijl staat loodrecht in het midden op de koorde.
In de eenheidscirkel geldt dat de lengte p van de pijl gelijk is aan de sinus versus van de halve boog (α/2):
{\displaystyle p=\mathrm {versin} ({\tfrac {1}{2}}\alpha )=1-\cos({\tfrac {1}{2}}\alpha )\,}
In de architectuur wordt de pijl wel gebruikt om de boog te bepalen bij een bepaalde spanwijdte en hoogte: voor de straal R van de cirkelboog geldt:
{\displaystyle R={\tfrac {1}{2}}p+{{k^{2}} \over {8p}}}
met k de koorde of spanwijdte en p de pijl of hoogte van de boog.
In de landmeetkunde wordt de pijl gebruikt bij het inmeten of uitzetten van een cirkelboog. Zijn van een cirkelboog de straal R en middelpuntshoek {\displaystyle \alpha } bekend, dan kan de lengte p van de pijl als volgt worden berekend:
{\displaystyle p=R\left(1-\cos({\tfrac {1}{2}}\alpha )\right)}
Wanneer van een willekeurige cirkel de straal R en de koorde k zijn gegeven, dan geldt voor de lengte van de pijl:
{\displaystyle p=R-R{\sqrt {1-{{k^{2}} \over {4R^{2}}}}}}